# Amerikai sárgafa
Az amerikai sárgafa (Cladrastis kentukea) a pillangósvirágúak családjába tartozó fatermetű növényfaj. Az Amerikai Egyesült Államok délkeleti részéről származik.

## Megjelenése
Lombhullató, 15 m magasra növő, széles lombkoronájú fa. Kérge sötétszürke, sima, csak kissé érdes. Levelei nagyok, 20–30 cm hosszúak, páratlanul szárnyasan összetettek, a levélkék a levélgerincen váltakozó állásúak, szélük ép, fonákuk szőrös. Lombja ősszel sárgára színeződik. Virágzata 15–30 cm hosszú fürt, virágai illatosak, fehérek, a nyár elején nyílnak. Hüvelytermése sötétbarna, 2-6 magot tartalmaz.
A legnagyobb példánya 22 m magas, törzsátmérője 2,2 m, az USA-ban Ohio államban, a Spring Grove Cemetery-ben található.
Alabama államban, ami a természetes elterjedésének délebbi részén helyezkedik el, a levelek fonáka sűrűbben szőrözött, ezeket a példányokat Cladrastis kentukea f. tomentosa (Steyermark) Spongberg névvel különböztetik meg.

## Felhasználása
Őszi lombszíne és szép, illatos virágai miatt kedvelt dísznövény. A teljes napsütést kedveli, a városi levegőt is elviseli, szárazságtűrő.
Frissen vágott sárga fájából színezőanyagot nyernek, valamint felhasználják kisebb dísztárgyak, bútorok készítésére.

## További információk

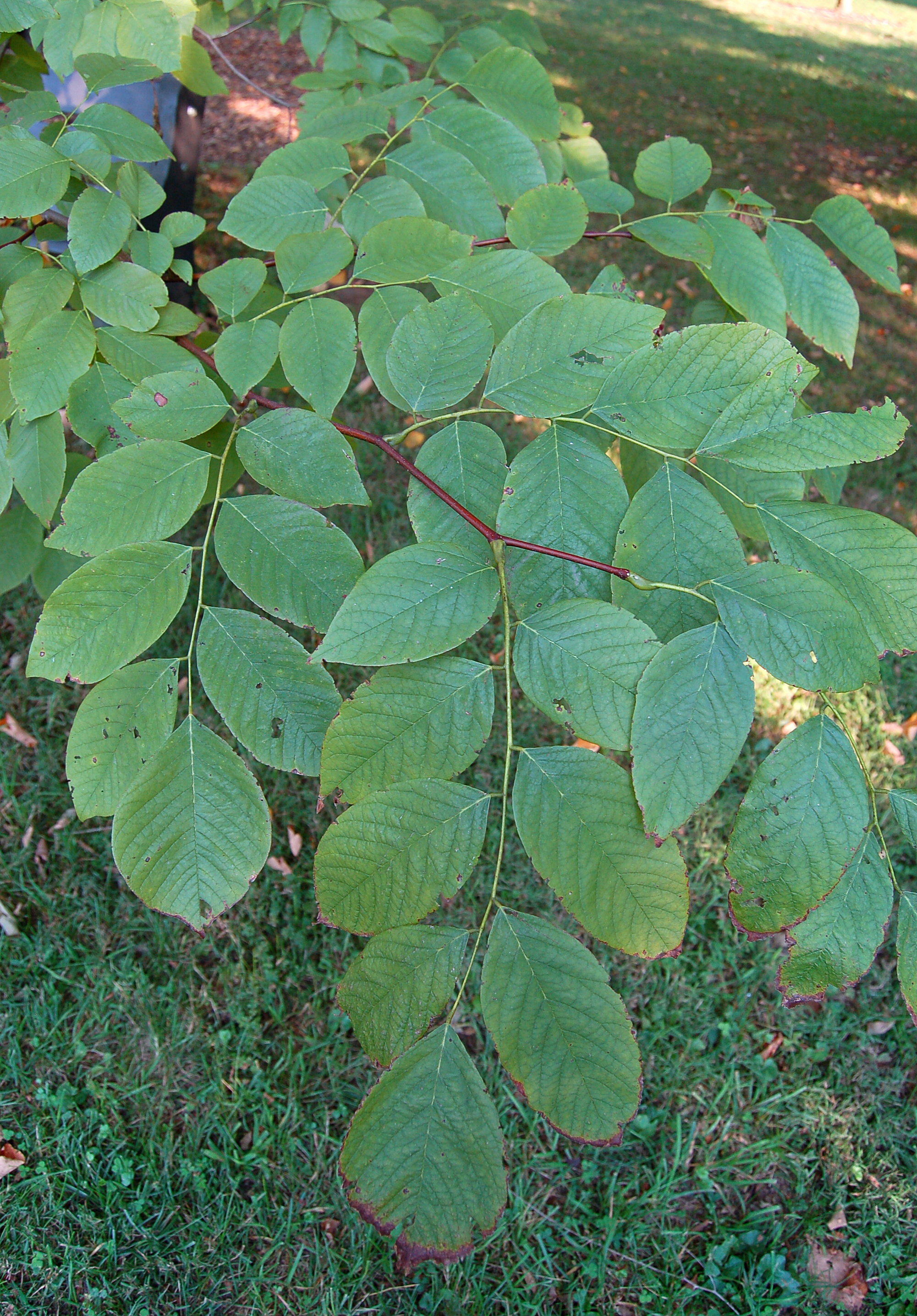
Levelei

## Fordítás
- Ez a szócikk részben vagy egészben  a   Cladrastis kentakea című angol Wikipédia-szócikk ezen változatának fordításán alapul.  Az eredeti cikk szerkesztőit annak laptörténete sorolja fel. Ez a jelzés csupán a megfogalmazás eredetét és a szerzői jogokat jelzi, nem szolgál a cikkben szereplő információk forrásmegjelöléseként.